# Marley och jag
Marley och jag är en självbiografisk bok av den amerikanske författaren John Grogan. Boken, som även har filmatiserats, handlar om Jenny och John som tänker köpa en hund. Det de inte vet är att hunden är den värsta som finns och kommer att förstöra nästan hela hemmet. Hunden, en gul labrador retriever, får namnet Marley efter artisten Bob Marley.
Boken gavs ut 2005 och togs väl emot av både läsare och kritiker. Den låg 76 veckor på den amerikanska bästsäljarlistan (varav 23 veckor på förstaplatsen) och har sålts i fler än 2,5 miljoner exemplar.